# Teatro Civico (Vercelli)
Il Teatro Civico è il principale teatro della città di Vercelli. Sorge nel centro storico, a pochi passi dalla centrale piazza Cavour, in via Monte di Pietà. Ricostruito nel 1931 sulle ceneri del precedente teatro completamente distrutto da un incendio, ospita importanti manifestazioni e rappresentazioni teatrali, musicali e liriche, tra le quali si segnalano il Concorso Internazionale di Musica "Giovan Battista Viotti" e il Viotti Festival.

## Storia
Venne inaugurato nel 1815 su progetto dell'architetto Nicola Nervi, sostituendo l'antico Teatro dei Nobili, che il 14 agosto 1798 subì il crollo del tetto, causando 16 vittime e una quarantina di feriti tra le 150 persone che si trovavano al suo interno. 
Nel 1842 l’edificio viene acquistato dal Comune di Vercelli, assumendo l’attuale denominazione, il quale affidò i lavori di restauro, avvenuti tre anni dopo, all'architetto Giuseppe Leoni. Nel 1855 diventò uno dei primi teatri del Piemonte ad essere dotato di un impianto di illuminazione a gas.
In agosto del 1923 un incendio devastò l'edificio e solo nel 1931 fu ricostruito dal Comune con una grande platea e un solo ordine di palchi in luogo dei quattro del progetto iniziale. Venne inaugurato con una rappresentazione dell’Aida di Giuseppe Verdi. 
Il salto di qualità della produzione teatrale si ebbe però solo verso gli anni '60, quando inizia la collaborazione con il Teatro Stabile di Torino e successivamente con la fondazione “Circuito Teatrale” di Torino.
Accanto al Ridotto al primo piano del teatro è situato il Museo del Teatro Civico, inaugurato nel febbraio 2014 in occasione della rappresentazione de Il barbiere di Siviglia di Rossini. 
Oggi ospita la stagione del teatro di prosa e viene utilizzato anche per concerti e conferenze.
Il teatro ospita ogni anno, a partire dal 1950, il Concorso internazionale di musica Viotti.